# IC 2314
IC 2314 је двојна звијезда у сазвјежђу Рак која се налази на листи објеката дубоког неба у Индекс каталогу.
Деклинација објекта је + 18° 45' 47" а ректасцензија 8h 21m 3,7s.